# Trojstveni Markovac
Trojstveni Markovac est un village du comitat de Bjelovar-Bilogora, en Croatie. Situé à quelques kilomètres au nord-est de la ville de Bjelovar, en Slavonie, il est traversé par la route D43 (en). Son code postal est 43000.
En 2021, la population est de 1 226 habitants.

## Sites
- Un monument aux morts à la mémoire de 293 croates assassinés dans la forêt voisine[3].
- Église catholique de Saint Leopold Mandic.

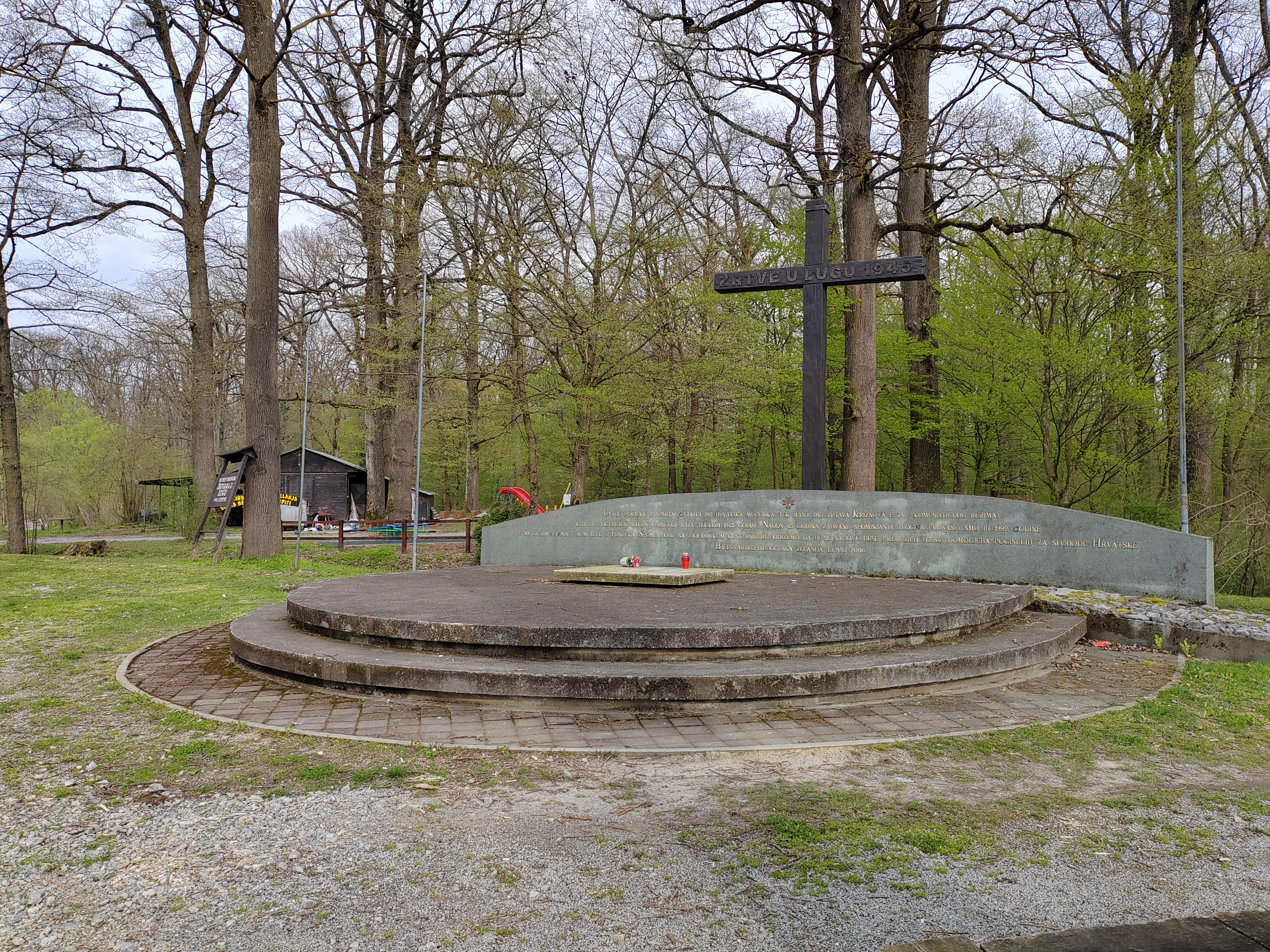
Monument aux morts
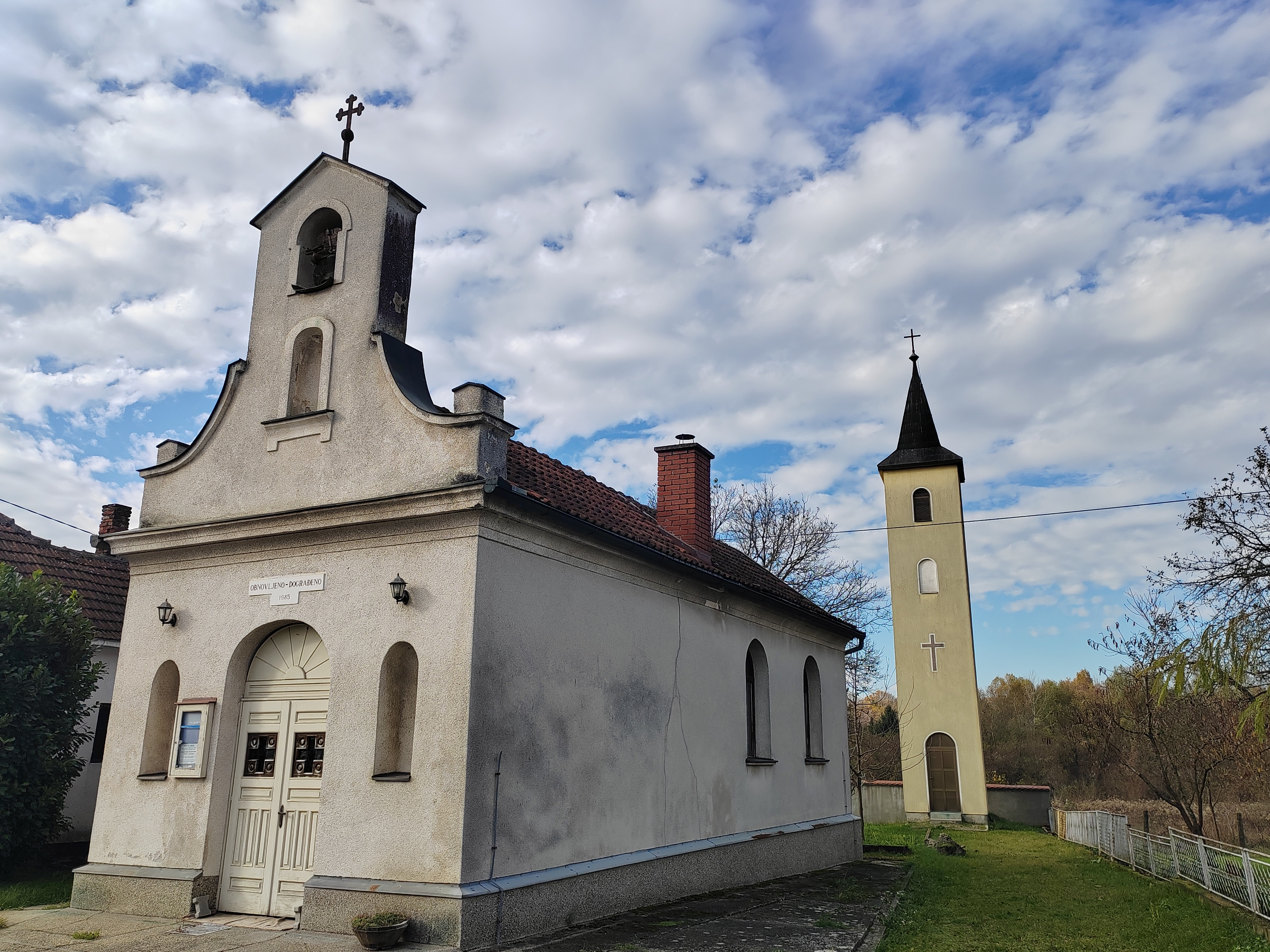
Église du village.